# Volkmar von Burgstall

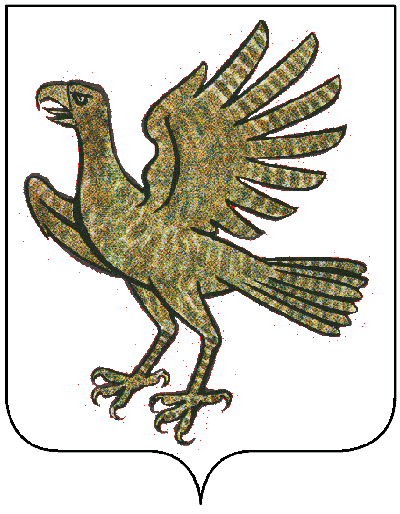
Wappen von Burgstall, wie es Volkmar von Burgstall in seinem Wappenschild führte

Volkmar von Burgstall (* um 1270 in Dorf Tirol; † Oktober 1343 auf Burg Straßberg) war Hauptmann, Kastellan und Burggraf von Tirol, der zu den einflussreichsten Dienstmannen seines Landes zählte. Zeit seines Lebens nannte er sich Miles Volckmarus de Tirol, später auch Ritter Volckmar von Spauren und zuletzt Nobilis Miles Volckmarus de Purchstall. Er wird als Stammvater der jüngeren Linie des Adelsgeschlechts der Spaur angesehen.

## Leben

### Herkunft
Seine Abstammung und Herkunft sind nicht zweifelsfrei geklärt. In einer nach Ladurner mit 1330 datierten Urkunde, bei Wurzbach mit 1280 angegeben, ist Dorf Tirol als Herkunftsort aufgeführt: Volkmarus de Purchstall de Tirol oriundus. Das Jahr 1280 taucht in der Folge in verschiedenen Quellen als Geburtsjahr auf, in dem er auf dem Wentzelhof in Dorf Tirol geboren sein soll. Andere Quellen geben 1270 als Geburtsjahr an. Nach Ladurner ist das erste Dokument, in dem er eindeutig identifiziert werden kann, mit 1311 datiert. Darin wird er als Ritter Volkmar von Tirol und Kommandant der Burg Ehrenberg erwähnt. Er selbst schwieg sich über seine Herkunft aus. 1339 stiftete er in St. Nikolaus in Meran zwei Jahrtagsmessen, für sich, seine verstorbene Gattin Margret, Anverwandten und Eltern, die er ohne Namen lediglich als „Vater und Mutter“ bezeichnete. Überliefert ist der Name seines Bruders Oswald, mit dem er 1335 in Gefangenschaft saß.
Nach einem von Ried 1908 verfassten Artikel war Volkmar von Burgstall Sohn des Konrad von Gagers. Bereits Ladurner erwähnte 1865 eine Abstammung aus dem Geschlecht der von Gagers, verwarf diese Vermutung aber auch aufgrund unterschiedlicher Stammwappen. In der neueren Literatur taucht er als Volkmar von Gagers-Tirol auf. Als verwandtschaftlich nicht näher definierter Vorfahr, wird laut einer Urkunde der Ministeriale des Hochstifts Trient Adelpretus Gagius angeführt. Unklar bleibt ob Letzterer dem im Stubaital ansässigen Geschlecht der Gagers angehörte oder nicht.

### Lebenslauf

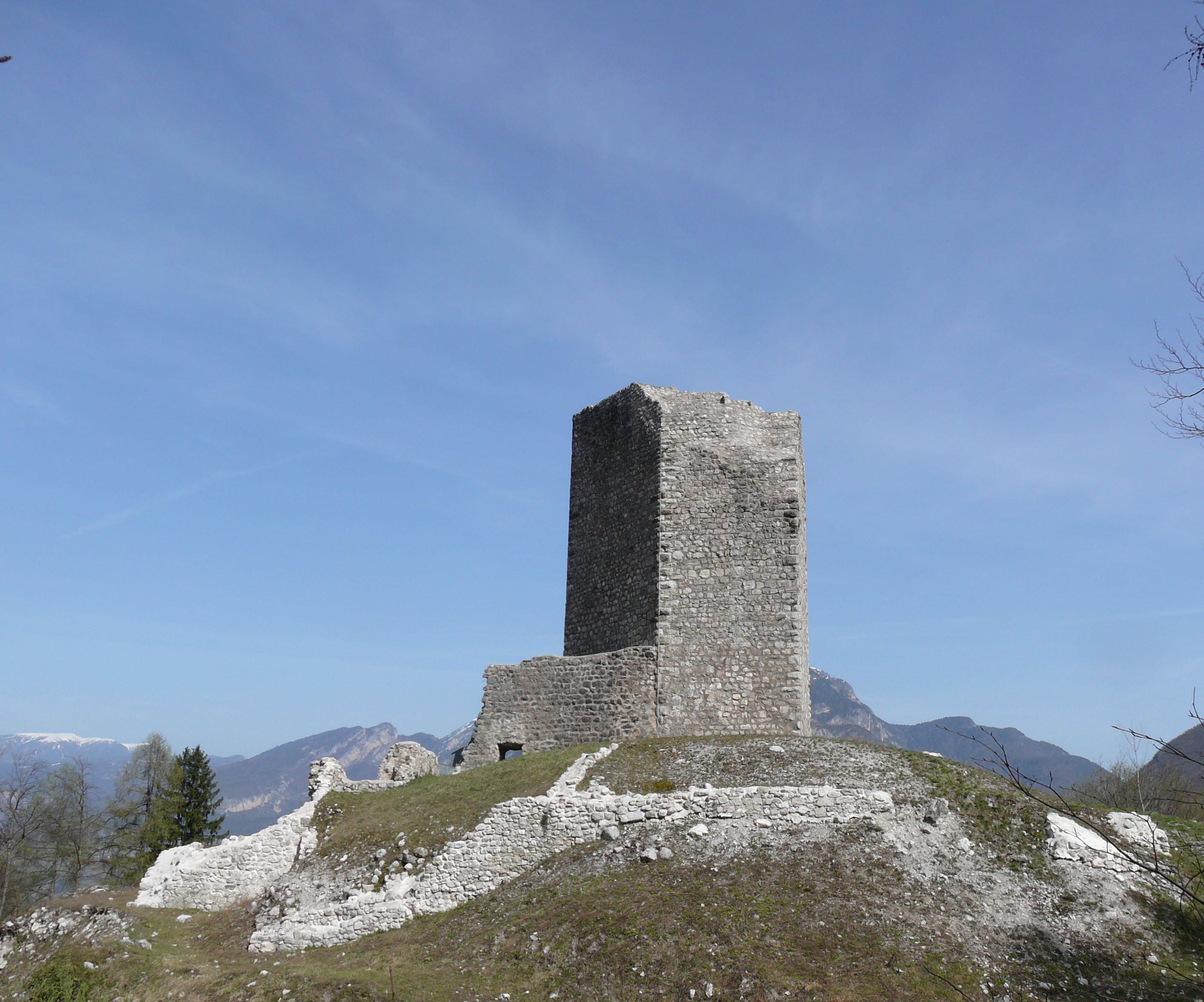
Castel Sporo Rovina

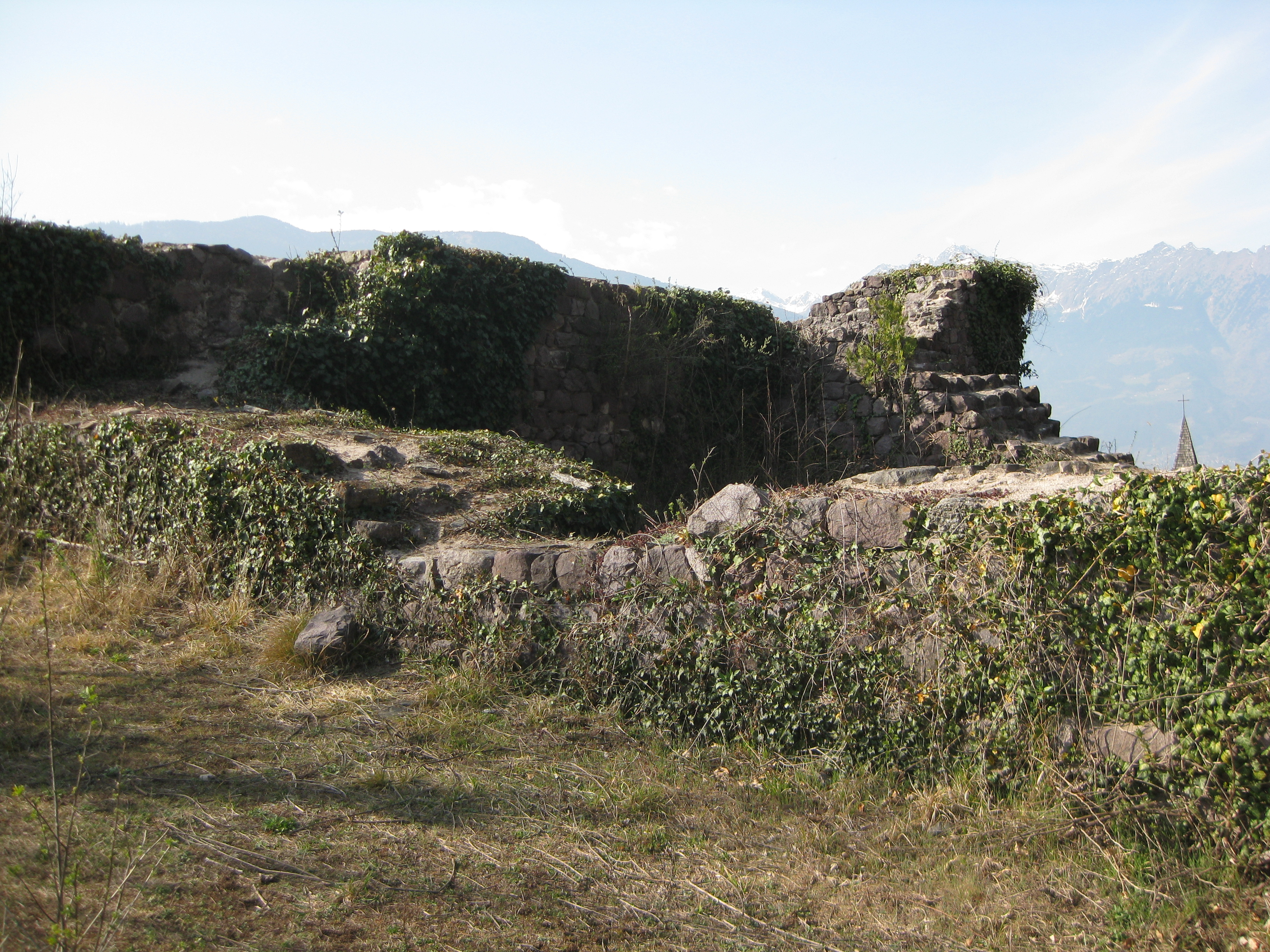
Burgruine Burgstall

Volkmar von Burgstall diente sowohl dem Landesfürsten von Tirol als auch dem Fürstbischof von Trient, weshalb er sich eine Reihe von Ämtern, Besitztümern und Rechten von beiden Seiten aneignen konnte. 1312, nach Ausserer 1313 oder Anfang 1314, wurde er von König Heinrich von Böhmen mit der Burghut und Pflege der Veste Sporo, Burg Kleinspaur bei Sporminore, betraut. 1314 begleitete er Heinrich nach Frankfurt zur deutschen Königswahl. 1317 war er bischöflicher Podestà in Riva am Gardasee und im Jahr darauf Hauptmann von Banale in den Äußeren Judikarien. Von 1324 bis 1331 fungierte er als Verwalter des Gerichtes Mölten, womit auch die Burg Burgstall verbunden war. 1326 ist er als Eigentümer in Oberinn am Ritten bezeugt (dns Volckmarus miles de Purckstal). 1327 war er als Gesandter am Hof Kaiser Ludwig des Bayern zugegen. Im gleichen Jahr erhielt er die Pflege und die Pfandschaft über die Burg Rattenberg im Unterinntal.
1330 ernannte Heinrich seinen Günstling zum Burggrafen auf Schloss Tirol und 1333 erhielt er von ihm als Pfandlehen die Burgen und die Gerichtsbarkeit über Kleinspaur, Visione und Mölten. 1334 wurde ihm Schloss und Herrschaft Flavon verliehen. Nach dem Tod seines Gönners Heinrich von Böhmen im April 1335 wurde Volkmar von Burgstall kurzzeitig aus unbekannten Gründen gefangen genommen. Sein Amt als Burggraf von Tirol setzte er danach unter Margarethe Maultasch fort. Im November 1335 erwarb er Schloss Alt-Metz samt Liegenschaften. 1337 stiftete er in Burgstall ein Kaplanei. Im November 1338 reiste er als Begleiter von Herzog Johann Heinrich von Luxemburg nach Trient. Bei den Friedensverhandlungen zwischen Kaiser Ludwig dem Bayern und König Johann von Böhmen am 20. März 1339 in Frankfurt trat Volkmar unter den hinzugezogenen Beratern auf. 1340 legte er sein Amt als Burggraf nieder und beteiligte sich am Aufstand des Tiroler Adels gegen Herzog Johann Heinrich und an dessen Vertreibung aus Tirol. Zugleich förderte er den Markgrafen Ludwig von Brandenburg, wofür er von Kaiser Ludwig dem Bayern 1341 in all seinen Lehen bestätigt wurde.
Bei der Hochzeit von Margarethe Maultasch mit dem Brandenburger im Februar 1342 war er noch als Hochzeitsgast geladen. Kurze Zeit später fiel er aber beim neuen Landesfürsten in Ungnade. Möglicherweise weil ihm eine schlechte Verwaltung seiner Güter vorgeworfen wurde. Im Sommer standen die Truppen des Herzogs Conrad von Teck vor der Veste Spaur und belagerten die Burg. Ob Volkmar von Burgstall noch auf seiner Burg oder bereits auf der Flucht mit zweien seiner Söhne gefangen genommen wurde, ist nicht eindeutig geklärt. Nach seiner Gefangennahme wurde er zunächst nach Neumarkt im Etschtal geführt und landete schließlich im Verlies der Burg Straßberg bei Sterzing. Nach Ladurner geschah dies zwischen Juli und September 1342.
Volkmar von Burgstall starb womöglich eines gewaltsamen Todes auf der Burg Straßberg im Oktober 1343, nach Ladurner noch vor dem Simon-und-Juda-Tag am 28. Oktober. Nach seinem Tode zog Ludwig der Brandenburger seine Besitzungen kurzzeitig ein. 1346 erhielten seine Söhne einen Teil, darunter Castel Sporo Rovina und Castel Flavon, zurück. Mit Burgstall wurde Heinrich von Annenberg belehnt.

## Wappen
Volkmar von Burgstall führte als Wappen einen zum Flug oder Kampf bereiten Vogel. Nach Ladurner  handelte es sich um eine Art Adler oder Greif. Reich bezeichnet den Vogel als Adler, während Ausserer ihn als „flugbereiten Falken“ deutet. Ladurner gibt außerdem an, dass auf dem Wappenschild der Vogel in weiß auf blauem Hintergrund dargestellt war. Als Helmzier diente nach einhelliger Meinung ein Becher, der als Symbol des Schenkamtes gilt. Sowohl nach Ladurner als auch nach Reich ähnelt das Wappen dem der Herrn von Rubein oder Rovina, die auch das Schenkamt ausfüllten, weshalb beide eine verwandtschaftliche Beziehung mit Letzteren vermuten. Das Wappen wurde noch von Volkmars Enkel Peter von Spaur geführt.

## Bewertung
In einem gegenüber seinen Nachbarn und dem eigenen Adel zunehmend politisch schwächelnden Fürstbistum Trient zählte Volkmar von Burgstall zu denjenigen Personen, denen es in ihrem Amt als Diener des Landesfürsten in einer Art Graubereich gelang, ihre eigenen Hegemonie- und Herrschaftsansprüche geltend zu machen. Der alteingesessene Adel passte sich dabei den neuen Verhältnissen an, die die Expansionsbestrebungen der Tiroler Grafen auf das Fürstbistum mit sich brachten. Um nicht vollständig von der Bildfläche zu verschwinden, unterstellten sie sich den neuen Machthabern. Emblematisch ist der Fall der Altspaur aus Spormaggiore, die unter Ottone di Sporo ab 1329 als Vikare dem neuen Herrn Volkmar von Burgstall dienten. Nach der Inbesitznahme der vormals den Sporo gehörenden Güter, ihrer Anstellung als Bedienstete kam es abschließend zur sukzessiv-okkupatorischen Inbesitznahme des Beinamens durch die Kinder von Volkmar von Burgstall.

## Nachkommen
1. Paul, Pfleger zu St. Petersburg († um 1349)
2. Balthasar von Burgstall-Spaur († 1363/64); 1.⚭ Marchesa di Segna; 2.⚭ Agnes von Castelbarco
3. Matthäus von Burgstall-Lueg († um 1369); 1.⚭ Peterlina von Brandis, 2.⚭ Elisabeth von Lueg
4. Johannes genannt „Jensele“ Burgstall-Flavon († vor 1365); ⚭ Marina genannt „Virata“ von Coredo
5. Catharina; 1.⚭ Thomas Tarant 2.⚭ Urele von Reichenberg
6. Elisabeth; ⚭ Swicker Graf von Eschenloch
7. Gisela; ⚭ Heinrich von  Niderthor

Von den vier Söhnen Volkmars hatten nur der zweitgeborene Balthasar und sein dritter Sohn Matthäus männliche Nachkommen. Letzterer besaß nur einen männlichen Nachkommen aus zweiter Ehe mit Elisabeth von Lueg, der allerdings 1386 in der Schlacht bei Sempach fiel, womit die Linie erlosch. Für die Fortführung der Linie trugen die beiden Söhne Balthasars, Matthias, der auch als Matthäus dokumentiert ist, und Peter von Spaur bei.